# 런 온
《런 온》은 2020년 12월 16일부터 2021년 2월 4일까지 방송된 JTBC 수목 드라마이다.

## 기획 의도
같은 한국말을 쓰면서도 소통이 어려운 시대. 서로 다른 세계에 살던 사람들이 각자의 언어로 소통하고 관계를 맺으며 사랑을 향해 런 온하는 로맨스 드라마.

## 등장인물

### 주요 인물
- 임시완 : 기선겸 역 - 단거리 육상 국가대표, 육상계의 간판선수. 은비의 남동생. 정도와 지우의 아들.
- 신세경 : 오미주 역 - 영화 번역가
- 최수영 : 서단아 역 - 스포츠 에이전시 대표, 서명그룹 상무. 명필의 딸.
- 강태오 : 이영화 역 - 미술대학생, 예준의 친구.

### 주변 인물
- 이봉련 : 박매이 역 - 수입영화배급사 오월 대표, 미주의 선배이자 현 동거인. 천성이 태평하고 쿨한 사람.
- 이정하 : 김우식 역 - 육상 국가대표, 육상 유망주.
- 박성준 : 권영일 역 - 육상 국가대표, 한국 단거리 신기록 보유자. 최고의 스프린터로 한국 랭킹 1위 선수.
- 김동영 : 고예준 역 - 영화의 친구, 동경의 아들. 예찬의 오빠.
- 김시은 : 고예찬 역 - 예준의 여동생, 동경의 딸. 세상 가장 불쌍한 존재, 고3.

### 기선겸 가족
- 박영규 : 기정도 역 - 4선 국회의원, 은비와 선겸의 아버지. 운동선수 출신의 정치인. 지우의 남편.
- 차화연 : 육지우 역 - 배우, 정도의 아내. 국민 첫사랑. 은비와 선겸의 어머니.
- 류아벨 : 기은비 역 - 프로 골퍼, 선겸의 누나. 세계 랭킹 1위 골프 여제. 정도와 지우의 딸.

### 서단아 가족
- 이황의 : 서명필 역 - 서명그룹 회장, 명민&단아&태웅의 아버지.
- 이신기 : 서명민 역 - 단아의 이복 오빠, 서명그룹 전무. 명필의 아들. 태웅의 이복 형.
- 최재현 : 서태웅 역 - 명민과 단아의 이복동생, 아이돌 보이그룹 아토즈 멤버. 명필의 아들.

### 단 에이전시
- 서재희 : 동경 역 - 에이전시 단 이사 겸 에이전트, 예준과 예찬의 어머니.
- 연제욱 : 정지현 역 - 단아의 비서, 태웅의 가정교사. 법대 출신.

### 그 외 인물
- 차보성 : 아토즈 리더 루시안 역
- 서은경
- 박상원 : 박규덕 역 - 국가대표 육상부 소속 선수. 뒤처지는 실력 탓에 선겸을 시기해 선겸 대신 체고 후배 우식을 폭행하며 화풀이하는 쓰레기.
- 박정언 : 육상연맹위원. 기선겸을 원칙대로 처리하지 않으려 애쓰나... "원칙대로면 '선수자격 박탈'인데 그걸 원한다고?!!" 안타까워 한다.
- 박주희 : 정희진 - 미주가 번역을 맡았던 한석원 감독 영화의 제작 PD.
- 금해나 : 현정 역
- 나지훈
- 김용호
- 서진원
- 이주원
- 김정호
- 배유람 : 한석원 역 - 미주의 전 남자친구. 젊은 나이에 성공한 영화감독.
- 예원 : 최태리 역 - 트러블 메이커 톱스타. 선겸과의 스캔들로 신문 1면을 장식한다.
- 김민상 : 유 대표 역 - 최태리의 소속사 대표.
- 손영순 : 김우식의 할머니 역
- 서정연 : 방배정 역 - 선겸의 은사. 육상계를 떠나 은둔 중이다.
- 김원해 : 바텐더 역 - 단아가 방문한 바에서 근무한다.
- 김재화 : 염강순 (줄리) 역 - 영화 제작사 PD. 한국 이름으로 부르면 화를 내기 때문에 줄리라고 불러야 한다. 애매한 영어 실력 때문에 악명이 높다.

### 특별출연
- 김선호 : 김상호 역 - 영화 '코드네임 캔디'의 감독.

## 제작진
- 극본 : 박시현
- 연출 : 이재훈

## 시청률
최저 시청률과 최고 시청률은 시청률 조사회사와 지역별로 시청률에 차이가 있을 수 있습니다.
| 2020년      | 2020년      | 2020년         | 2020년       |
| 회차        | 방송일      | AGB 시청률     | AGB 시청률   |
| 회차        | 방송일      | 대한민국(전국) | 서울(수도권) |
| ----------- | ----------- | -------------- | ------------ |
| 제1회       | 12월 16일   | 2.145%         | -            |
| 제2회       | 12월 17일   | 2.664%         | -            |
| 제3회       | 12월 23일   | 2.806%         | -            |
| 제4회       | 12월 24일   | 3.020%         | -            |
| 제5회       | 12월 30일   | 2.794%         | -            |
| 제6회       | 12월 31일   | 2.695%         | -            |
| 2021년      |             |                |              |
| 제7회       | 1월 6일     | 2.753%         | -            |
| 제8회       | 1월 7일     | 3.772%         | -            |
| 제9회       | 1월 13일    | 3.109%         | 3.337%       |
| 제10회      | 1월 14일    | 3.081%         | 3.306%       |
| 제11회      | 1월 20일    | 3.143%         | 3.239%       |
| 제12회      | 1월 21일    | 3.405%         | 3.748%       |
| 제13회      | 1월 27일    | 2.716%         |              |
| 제14회      | 1월 28일    | 3.145%         | 3.675%       |
| 제15회      | 2월 3일     | 3.102%         | 3.581%       |
| 제16회      | 2월 4일     | 3.623%         | 4.246%       |
| 평균 시청률 | 평균 시청률 | 2.998%         | '            |

## OST
| PART | 아티스트  | 곡명            | 발매일   |
| ---- | --------- | --------------- | -------- |
| 1    | 최상엽    | RUN To You      | 20.12.16 |
| 2    | Kei, 주헌 | Ride Or Die     | 20.12.23 |
| 3    | 솔라      | Blue Bird       | 20.12.24 |
| 4    | 백지영    | My Light        | 20.12.30 |
| 5    | 설호승    | 너였으면 좋겠어 | 20.12.31 |
| 6    | 2F        | Sorry           | 21.01.06 |
| 7    | 더보이즈  | 우선순위        | 21.01 07 |
| 8    | 김나영    | 그대는 어디에   | 21.01.14 |
| 9    | 정효빈    | Starlight       | 21.01.16 |
| 10   | 유주      | Falling         | 21.01.20 |
| 11   | 체리비    | 살랑살랑        | 21.01.21 |

## 참고 사항
- 박영규, 차화연은 MBC 주말 특별 기획 드라마 《백년의 유산》 이후 7년 반 만에 다시 한 번 호흡을 맞추는 계기가 되었다.

## 같이 보기
- 대한민국의 텔레비전 드라마 목록 (ㄹ)
- 2020년 대한민국의 텔레비전 드라마 목록